# 합천 숙부인이씨 묘갈
합천 숙부인 이씨묘갈(陜川 淑夫人 李氏墓碣)은 대한민국 경상남도 합천군 삼가면 하판리에 있는 조선시대의 비석이다.
2004년 7월 1일 경상남도의 유형문화재 제411호 합천삼가 하판리숙부인이씨묘갈로 지정되었다가, 2018년 12월 20일 현재의 명칭으로 변경되었다.

## 개요
이 비석은 형태가 특이하다. 비수를 두 마리의 용이 여의주를 보호하는 형태로 만들되, 여의주가 비수 크기에 비해 상대적으로 커 보이며 두 마리 용의 입으로부터 여의주에 이르기까지가 파여 있어서 여의주가 상대적으로 매우 돋보이게 표현되어 있다. 이는 마치 조언형묘갈의 비수와 흡사하지만, 전면 밑부분과 후면에 구름무늬를 많이 사용하여 용틀임이나 꼬리부분이 보이지 않음으로써 훨씬 얌전해 보인다. 이 역시 남명이 자신의 마음을 수양하면서 제시했던 “용이 여의주를 보살피듯 항상 마음에서 잊지 않아야 한다.(如龍養珠心不忘)”는 구절을 형상화한 것처럼 보인다.
따라서 이 비석은 연도가 오래 되었을 뿐만 아니라, 당대의 다른 비석에 비해서도 그 형태가 특이하고, 비수 부분은 조언형묘갈과 절묘한 조화를 이루고 있다.

## 참고 문헌
- 합천 숙부인이씨 묘갈 - 국가유산청 국가유산포털